# Hallgölen
För sjöar med snarlika namn, se: Hallagölen
Hallgölen är en sjö i Gislaveds kommun i Småland och ingår i Nissans huvudavrinningsområde.